# Bupleurum multinerve
Bupleurum multinerve là một loài thực vật có hoa trong họ Hoa tán. Loài này được DC. mô tả khoa học đầu tiên năm 1828.